# Jaime López (futbolista)
Jaime López Salazar (20 de abril de 1949-27 de junio de 1974) fue un futbolista mexicano que jugaba en la posición de defensa central, también fue estudiante de Agronomía. Jugó para el Club Deportivo Guadalajara y murió trágicamente a la edad de 25 años.

## Biografía
Originario del barrio de Mexicaltzingo, en sus primeros años se dedicó a jugar baloncesto incluso llegando a disputar competiciones con la Selección de Jalisco. Jugó para el Club Santos de Mexicaltzingo donde fue considerado el mejor jugador de la escuadra en la temporada 1963-64 y por medio del "Chuco" Ponce llegaría al Guadalajara en 1964 para tratar de cubrir el puesto que había dejado el "Tigre" Sepúlveda.

### Chivas Rayadas
Inició en el equipo de Reservas B y al poco tiempo paso al de Reservas Nacional en 1965, debutaría con el primer equipo en un juego de Copa México frente al León en 1968, mientras que en liga su primer partido fue el 8 de septiembre de 1968 contra el Pachuca, entrando en lugar de Gregorio Villalobos. Fue parte de la generación posterior al Campeonísimo, logró adueñarse de la titularidad de la posición de defensa central en el equipo  y lograría el título en la temporada 1969-70, jugando los 29 encuentros de la temporada. Hacía la defensa central con "El Nené" Gabriel López Zapiain. También fue seleccionado de nuevos valores en el año de 1972. 

### Asesinato
El 27 de junio de 1974 fue asesinado en la esquina de la Calle 54 y la avenida Obregón en el sector Libertad de la ciudad de Guadalajara, Jalisco. Quedó atrapado en una balacera en donde también murió Francisco Preciado, Secretario de Acción Política de los Estudiantes de Guadalajara. Se dice que recibió quince heridas de proyectil, mientras que el secretario Preciado diez. Otras versiones manejan que recibió 54 balazos. Se sabe con seguridad que en la zona quedaron regados más de 80 casquillos. Nunca se supo quiénes fueron los asesinos.

## Palmarés
CD Guadalajara
- Primera División de México (1969-70)
- Copa México (1969-70)